# Amensalisme
L'amensalisme és la interacció biològica que es produeix quan un organisme es veu perjudicat en la relació i l'altre no experimenta cap alteració, és a dir, la relació li resulta neutra.
Les relacions entre les espècies poden ser molt diverses i que varien d'acord amb la seva alimentació, i obtenen un benefici mutu que pot ocasionar una relació neutra o perjudicial. L'amensalisme no és quelcom maligne per a la vida d'alguns organismes, sinó que aquesta interacció determina la depredació de cadascuna d'aquestes, com a part d'un cicle de vida. Un grup particular el constitueixen els antibiòtics, del grec anti ('contra') i bios ('vida'). Alguns antibiòtics són produïts per organismes vivents, com ara bacteris, fongs, i endòspores. D'altres són en part o totalment sintètics, és a dir, produïts artificialment. La penicil·lina és, potser, el millor antibiòtic conegut. La relació general entre un antibiòtic i un organisme infecciós és d'antibiosi. Aquesta paraula es refereix a una associació de dos organismes en què l'un és danyat o és mort per l'altre. Podríem dir que l'amensalisme o antagonisme és una relació negativa que es basa en la producció de substàncies tòxiques o en la creació de condicions intolerables per a altres poblacions per part dels microorganismes. Podem trobar en el medi ambient que cada organisme porta a terme una "lluita per la supervivència" que pot ser un lloc, una organització física en el temps i l'espai, o pot ser tan gran com un oceà o tan petit i transitori com un toll a terra després d'haver plogut.
L'amensalisme pot conduir a la localització d'un hàbitat quan un organisme s'ha establert en aquest i això pot impedir que altres poblacions hi sobrevisquin. Tant és així que algunes poblacions són capaces de produir i tolerar concentracions altes d'àcid làctic i poden modificar tant l'hàbitat, que fan impossible el creixement a altres poblacions.
En alguns boscos (per exemple, la selva amazònica), hi ha arbres de major grandària que impedeixen l'arribada de llum solar a les herbes que es troben arran de terra. Aquests són alguns exemples d'amensalisme: del fong Penicilium i de bacteris: aquest fong produeix una substància anomenada penicil·lina que impedeix el creixement dels bacteris; o entre la mara (Dolichotis patagonum) i el garrofer (Prosopis flexuosa): la mara és un rosegador que s'alimenta del fruit del garrofer (beines), i s'empassa a més les llavors. En general, les llavors no són danyades en el seu pas a través del sistema digestiu i surten intactes amb la femta. D'aquesta manera, les llavors poden dispersar-se, i es diferencia de la competència en què hi ha efectes negatius mutus.